# Chrysler Newport (1974–1978)
Der Chrysler Newport der Modelljahre 1974–1978 ist ein Full-Size-Automobil des US-amerikanischen Chrysler-Konzerns, das vornehmlich auf nordamerikanischen Märkten vertrieben wurde. Diese Baureihe wird nach verbreiteter Zählung als vierte Generation der Chrysler-Newport-Familie angesehen. Der Newport ist das Schwestermodell des besser ausgestatteten und teureren Chrysler New Yorker. Seine Produktion fällt in eine Zeit gravierender wirtschaftlicher Probleme des Chrysler-Konzerns. Die schweren, unökonomischen Autos gehörten zu den größten PKW ihrer Zeit und werden in der Literatur als die „letzten Mastodonten“ bezeichnet. Sie kamen unmittelbar vor Beginn der ersten Ölpreiskrise auf den Markt und verkauften sich angesichts zunehmend höherer Treibstoffpreise nur schlecht. 

## Entstehungsgeschichte
1961 hatte der Chrysler-Konzern die Baureihe Newport als neues Basismodell seiner Kernmarke eingeführt. Der Newport war seitdem zwar meist baugleich mit dem Chrysler New Yorker, hatte aber eine schwächere Ausstattung und einen günstigeren Verkaufspreis. Außerdem unterschieden sich die Karosserien des Newport und des New Yorker regelmäßig in einigen Details voneinander. 
Seit 1965 basierten alle Full-Size-Modelle des Chrysler-Konzerns auf der C-Plattform. Von 1969 bis 1973 hatte Chrysler die dritte Newport-Generation im Programm, deren anfänglich als innovativ angesehenes Fuselage Design in den frühen 1970er-Jahren zunehmend veraltet wirkte und nicht mehr zu den 1973 eingeführten Sicherheitsbestimmungen im Bereich der Stoßfänger passte. 
Zum Modelljahr 1974, das im Spätsommer 1973 begann, gestaltete Chrysler die Aufbauten der Full-Size-Modelle aller Konzernmarken neu. Die Autos erhielten eine weitgehend standardisierte Karosserie, die noch größer und schwerer war als die Aufbauten der unmittelbaren Vorgänger. Technische Basis blieb für alle Varianten allerdings die weitgehend unverändert übernommene C-Plattform.
Technisch übereinstimmende Schwestermodelle des Newport sind die zeitgenössischen Chrysler New Yorker, Imperial LeBaron, Dodge Monaco und Royal Monaco sowie Plymouth Gran Fury. Die Dodge- und Plymouth-Versionen haben einen geringfügig kürzeren Radstand als die Chryslers und Imperials.

## Modellbeschreibung

### Karosserie
Der Newport war als zweitüriges Coupé und als viertürige Stufenhecklimousine mit selbsttragender Karosserie („Unibody“) erhältlich. Eine Kombiversion gab es unter dieser Bezeichnung nicht; sie wurde als Chrysler Town & Country verkauft. Die Stufenhecklimousine war in den meisten Modelljahren in zwei Bauformen erhältlich: In allen Modelljahren konnte sie als Hardtop Sedan ohne durchgehende B-Säule bestellt werden; von 1974 bis 1977 war alternativ der Four Door Sedan mit durchgehender B-Säule erhältlich. Der Four Door Sedan mit durchgehender B-Säule hat eine leicht abweichende Dachlinie: Die Abschlusslinie der C-Säule steht steiler als beim Hardtop Sedan, und das Dach ist im hinteren Bereich geringfügig höher.
Abgesehen von der Dachpartie machten die Limousine und das Coupé von 1974 bis 1978 stilistisch eine übereinstimmende Entwicklung mit. Die Frontpartie des Newport änderte sich im Laufe der Produktionsphase dieser Generation nur wenig. In allen Modelljahren haben die Autos unverdeckte Doppelscheinwerfer mit seitlich in die Wagenflanken hineinreichenden Blinkleuchten und eine stark ausgeformte Kühlermaske, deren Gittermuster von Jahr zu Jahr leicht variierte. Wesentlich vielseitiger war die Gestaltung des Heckabschlusses, wobei es teilweise innerhalb eines Modelljahres zu Abweichungen bei Newport und Newport Custom kam: 
- In den Modelljahren 1974 und 1975 hatten Newport und Newport Custom gleichermaßen schmale, senkrecht angeordnete Rückleuchten. Dadurch unterschieden sich beide Modelle vom teureren New Yorker, dessen Rückleuchten in diesen beiden Jahren waagerecht angeordnet waren und über die ganze Fahrzeugbreite reichten.
- Zum Modelljahr 1976 übernahm der Newport Custom – nicht aber der einfache Newport – die Heckmaske des bisherigen New Yorker, während der einfache Newport die senkrecht angeordneten schmalen Rückleuchten beibehielt.
- Vor Beginn des Modelljahrs 1977 stellte Chrysler den Newport Custom ein; 1977 und 1978 war nur noch der einfache Newport erhältlich. Er übernahm die Heckmaske des bisherigen Newport Custom (und des New Yorker in der bis 1975 produzierten Version); die Heckmaske mit den schmalen senkrechten Rückleuchten entfiel ersatzlos.

Diese Entwicklungen betrafen das Coupé und die Limousine gleichermaßen.

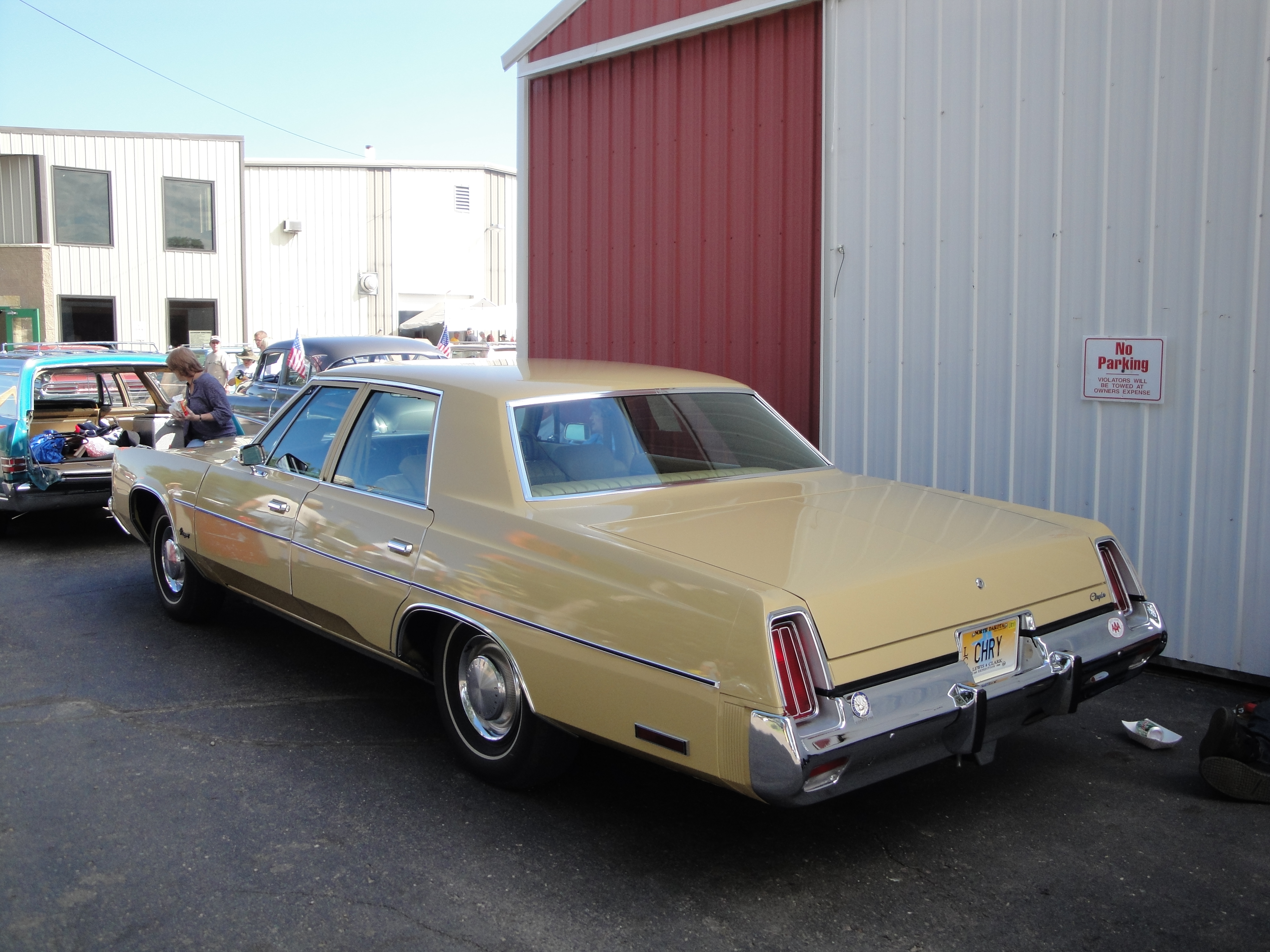
Newport Four Door Sedan (1974–1976; bis 1975 baugleich mit Newport Custom)
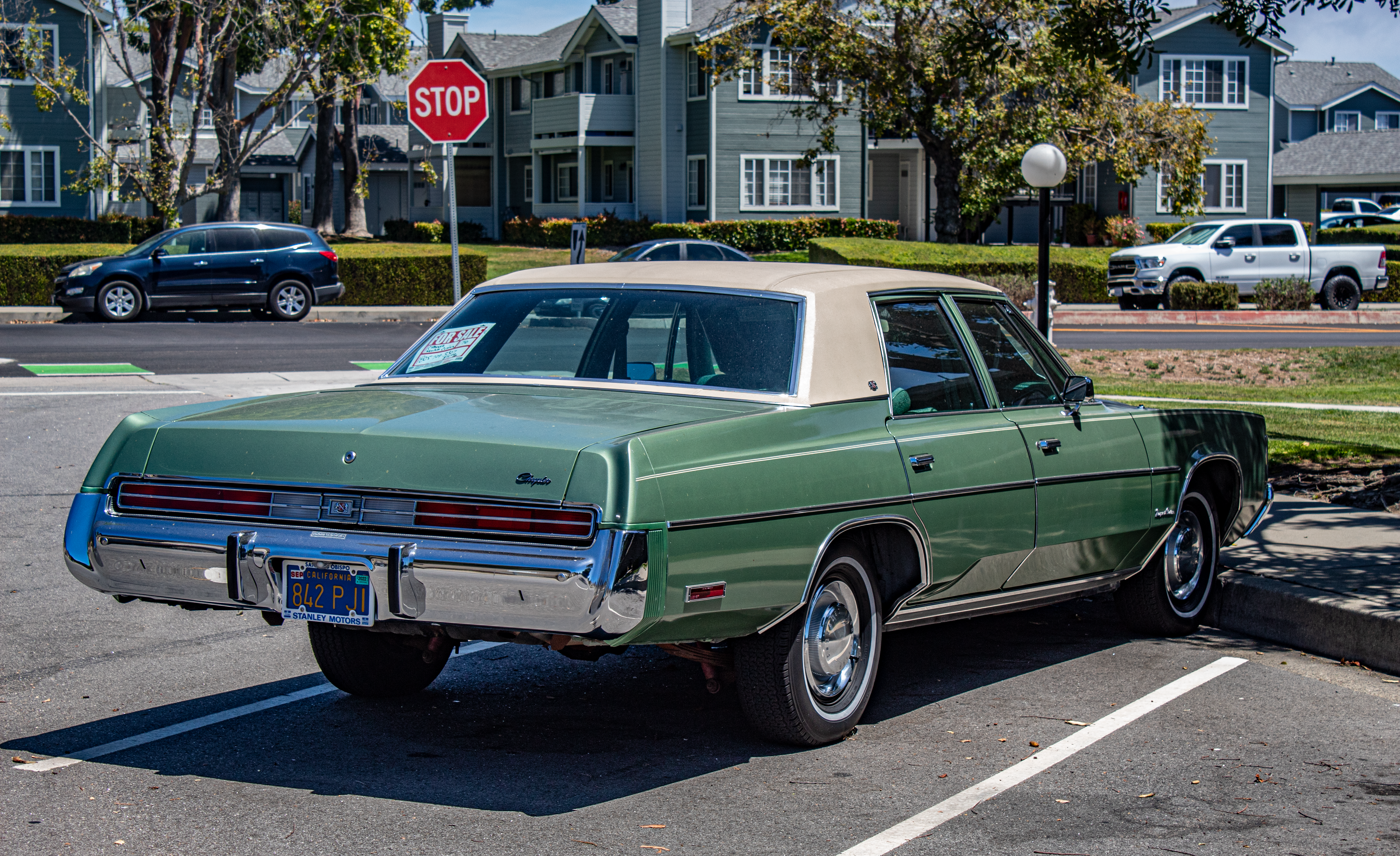
Newport Custom Four Door Sedan (1976)
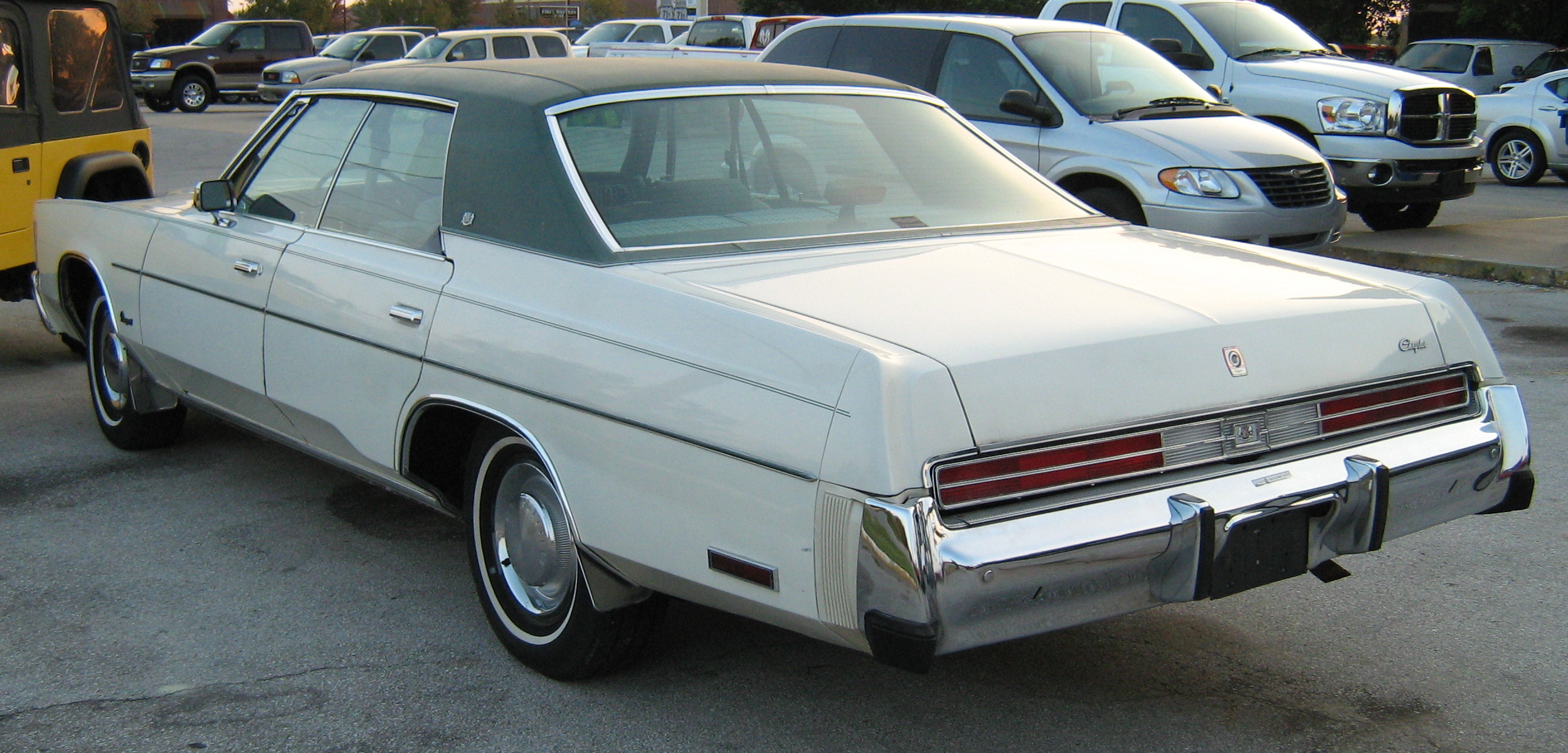
Newport Hardtop Sedan (1977–1978)
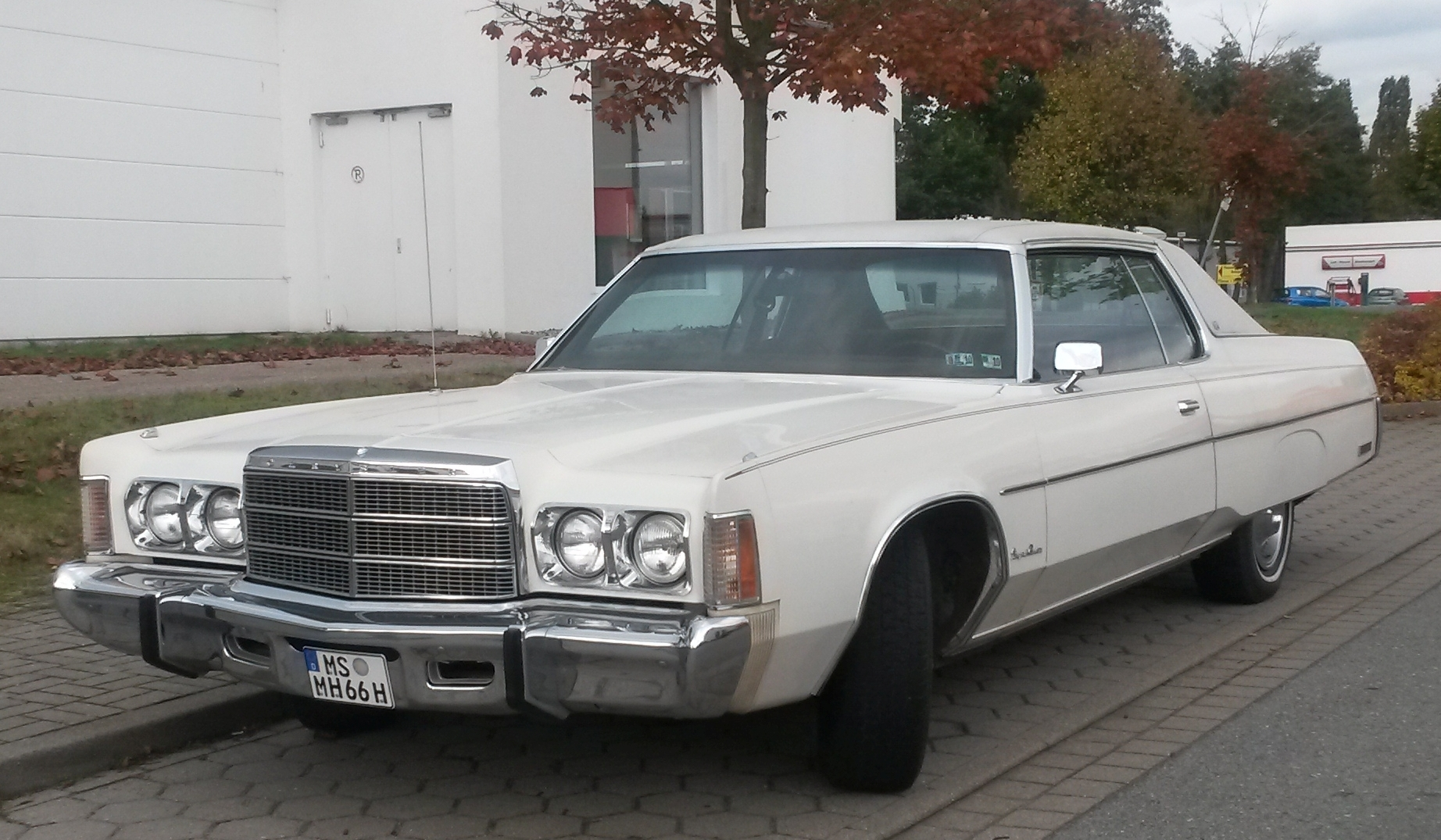
Newport Coupé (1978)

### Fahrwerk
Die selbsttragende Karosserie des Newport hat vorn einen Hilfsrahmen. Die vorderen Räder sind einzeln aufgehängt. Vorn sind Drehstabfedern eingebaut, hinten hat das Auto eine Starrachse mit Blattfedern. Die Bremsanlage besteht vorn aus Scheiben-, hinten Trommelbremsen. Hintere Scheibenbremsen gab es nur beim besonders teuren Imperial LeBaron.

### Motorisierung und Kraftübertragung
Der Chrysler Newport wird ausschließlich von Achtzylinder-V-Motoren angetrieben. Standardmotorisierung war in allen Modelljahren eine  6551 cm³ (400 cui) große Variante des Big-Block-Motors aus der B-Serie. Wahlweise und gegen Aufpreis war jeweils eine Version dieses Motors mit 7206 cm³ (440 cui) Hubraum erhältlich, die im teureren Chrysler New Yorker in fast allen Modelljahren die Standardmotorisierung war. Alternativ konnten die Käufer außerdem jeweils eine 5898 cm³ (360 cui) große Variante des Small-Block-Motors aus Chryslers LA-Reihe bestellen, die im New Yorker erst 1978 verfügbar war. Die kleinere LA-Version mit 5210 cm³ (318 cui), die unter anderem im Plymouth Gran Fury erhältlich war, gab es beim Chrysler Newport nicht. Die Leistungsdaten der Motoren variieren in den einzelnen Modelljahren in Abhängigkeit von strenger werdenden Emissionsschutz- und Verbrauchsbestimmungen.
Chrysler hatte ab 1976 eine Reihe von Magermotoren (Lean Burn Engines) mit computergesteuerter Zündung im Programm. Die Lean Burn Engines waren ein Versuch, den Treibstoffverbrauch der Motoren zu senken und damit den Anforderungen an den Flottenverbrauch gerecht zu werden. Das System erschien zunächst beim 6,6 Liter (400 cui) großen Achtzylinder-V-Motor und wurde ab 1977 bei allen Achtzylindermotoren eingesetzt. Im Vergleich zu herkömmlichen Motoren senkte das Lean-Burn-System den Treibstoffverbrauch spürbar; allerdings war es sehr defektanfällig. Ein wesentlicher Grund dafür war der unzureichende Hitzeschutz für den Rechner, der im unmittelbaren Motorumfeld untergebracht war. Chrysler-Käufer entfernten vielfach die Steuerung nach kurzer Zeit.
Die Motoren sind im Newport vorn längs eingebaut. Sie treiben die Hinterräder an. Als Kraftübertragung kam bei allen Motorisierungen ausschließlich ein automatisches Dreiganggetriebe (Typ TorqueFlite) zum Einsatz.
| Chrysler Newport Übersicht über die Motorisierungen |                       |                       |                       |                       |                       |                       |                       |                       |                       |                       |                       |                       |                       |                       |                       |
| Bauart                                              | Ottomotor V8-Zylinder | Ottomotor V8-Zylinder | Ottomotor V8-Zylinder | Ottomotor V8-Zylinder | Ottomotor V8-Zylinder | Ottomotor V8-Zylinder | Ottomotor V8-Zylinder | Ottomotor V8-Zylinder | Ottomotor V8-Zylinder | Ottomotor V8-Zylinder | Ottomotor V8-Zylinder | Ottomotor V8-Zylinder | Ottomotor V8-Zylinder | Ottomotor V8-Zylinder | Ottomotor V8-Zylinder |
| Hubraum                                             | 5898 cm³ (360 cui)    | 5898 cm³ (360 cui)    | 5898 cm³ (360 cui)    | 5898 cm³ (360 cui)    | 5898 cm³ (360 cui)    | 6551 cm³ (400 cui)    | 6551 cm³ (400 cui)    | 6551 cm³ (400 cui)    | 6551 cm³ (400 cui)    | 6551 cm³ (400 cui)    | 6551 cm³ (400 cui)    | 7206 cm³ (440 cui)    | 7206 cm³ (440 cui)    | 7206 cm³ (440 cui)    | 7206 cm³ (440 cui)    |
| Leistung (KW)                                       | 115                   | 127                   | 130                   | 134                   | 141                   | 130                   | 138                   | 142                   | 145                   | 153                   | 156                   | 145                   | 153                   | 160                   | 170                   |
| Leistung (PS)                                       | 157                   | 172                   | 175                   | 182                   | 192                   | 175                   | 188                   | 193                   | 198                   | 208                   | 210                   | 198                   | 205                   | 218                   | 233                   |
| 1974                                                | –                     | –                     | –                     | –                     | –                     | –                     | Serie                 | –                     | –                     | Option                | –                     | –                     | –                     | –                     | Option                |
| 1975                                                | –                     | –                     | –                     | Option                | Option                | Serie                 | –                     | –                     | Option                | –                     | –                     | –                     | –                     | Option                | –                     |
| 1976                                                | Option                | –                     | Option                | –                     | –                     | Serie                 | –                     | –                     | –                     | –                     | Option                | –                     | Option                | –                     | –                     |
| 1977                                                | –                     | –                     | –                     | –                     | –                     | –                     | –                     | Serie                 | Option                | –                     | –                     | Option                | –                     | –                     | –                     |
| 1978                                                | –                     | Option                | –                     | –                     | –                     | –                     | –                     | Serie                 | –                     | –                     | –                     | Option                | –                     | –                     | –                     |

## Preise
Der Chrysler Newport war bei seiner Markteinführung 1974 das günstigste Modell der Kernmarke Chrysler. Als Four Door Sedan mit fest stehender B-Säule kostete er 4.677 US-$, als Newport Custom war er 350 US-$ teurer. Die Hardtop-Versionen lagen jeweils 150 US-$ über den Sedans. In der Basisversion kostete der Newport annähernd gleich viel wie ein (20 cm kürzerer) Chevrolet Caprice.

## Produktion
Der Chrysler Newport wurde in der Jefferson Avenue Assembly in Detroit sowie im Belvidere Assembly Plant in Belvidere, Illinois, produziert.
Der Newport dieser Generation war fünf Jahre lang im Programm und damit länger als alle vorhergehenden Generationen. In fünf Jahren entstanden fast 318.000 Newport.
| Produktionszahlen | Produktionszahlen | Produktionszahlen | Produktionszahlen | Produktionszahlen | Produktionszahlen | Produktionszahlen       | Produktionszahlen       | Produktionszahlen       | Produktionszahlen       | Produktionszahlen       |
| Chrysler Newport  | Chrysler Newport  | Chrysler Newport  | Chrysler Newport  | Chrysler Newport  | Chrysler Newport  | Chrysler Newport Custom | Chrysler Newport Custom | Chrysler Newport Custom | Chrysler Newport Custom | Chrysler Newport Custom |
| Modell- jahr      | Code              | Hardtop Coupé     | Hardtop Sedan     | Four Door Sedan   | Summe             | Code                    | Hardtop Coupé           | Hardtop Sedan           | Four Door Sedan         | Summe                   |
| ----------------- | ----------------- | ----------------- | ----------------- | ----------------- | ----------------- | ----------------------- | ----------------------- | ----------------------- | ----------------------- | ----------------------- |
| 1974              | CL                | 13784             | 8968              | 26944             | 49696             | CM                      | 7206                    | 9892                    | 10569                   | 27667                   |
| 1975              | CL                | 10485             | 6846              | 24339             | 41670             | CM                      | 5831                    | 11626                   | 9623                    | 27080                   |
| 1976              | CL                | 6109              | 5908              | 16370             | 28387             | CM                      | 6448                    | 9893                    | 11587                   | 27928                   |
| 1977              | CL                | 16227             | 20738             | 39424             | 76389             |                         |                         |                         |                         |                         |
| 1978              | CL                | 8877              | 30078             |                   | 38955             |                         |                         |                         |                         |                         |